# Shinedown
Shinedown is een Amerikaanse rockband uit Jacksonville (Florida). De band is opgericht in 2001 door Brent Smith, Brad Stewart, Jasin Todd en Barry Kerch. Ze hebben tot nu toe zeven albums uitgebracht waarvan er wereldwijd meer dan zes miljoen exemplaren zijn verkocht. Hun laatste album Planet Zero is op 1 juli 2022 uitgebracht.

## Discografie

### Albums
| Album met eventuele hitnotering(en) in de Nederlandse Album Top 100 | Datum van verschijnen | Datum van binnenkomst | Hoogste positie | Aantal weken | Opmerkingen |
| ------------------------------------------------------------------- | --------------------- | --------------------- | --------------- | ------------ | ----------- |
| Leave a whisper                                                     | 15-07-2003            | -                     |                 |              |             |
| Us and them                                                         | 04-10-2005            | -                     |                 |              |             |
| Shinedown                                                           | 20-06-2006            | -                     |                 |              | ep          |
| The sound of madness                                                | 24-06-2008            | -                     |                 |              |             |
| iTunes session                                                      | 06-04-2010            | -                     |                 |              | ep          |
| Somewhere in the stratosphere                                       | 03-05-2011            | -                     |                 |              | livealbum   |
| Amaryllis                                                           | 23-03-2012            | 31-03-2012            | 85              | 1            |             |
| Acoustic Sessions Part 1                                            | 28-01-2014            | -                     |                 |              | ep          |
| Acoustic Sessions Part 2                                            | 18-03-2014            | -                     |                 |              | ep          |
| Threat To Survival                                                  | 18-09-2015            | -                     |                 |              |             |
| ATTENTION ATTENTION                                                 | 04-05-2018            | -                     |                 |              |             |

### Singles
| Single met eventuele hitnotering(en) in de Nederlandse Top 40 | Datum van verschijnen | Datum van binnenkomst | Hoogste positie | Aantal weken | Opmerkingen |
| ------------------------------------------------------------- | --------------------- | --------------------- | --------------- | ------------ | ----------- |
| Fly from the inside                                           | 2003                  | -                     |                 |              |             |
| 45                                                            | 2003                  | -                     |                 |              |             |
| Simple man                                                    | 2004                  | -                     |                 |              |             |
| Burning bright                                                | 2004                  | -                     |                 |              |             |
| Save me                                                       | 2005                  | -                     |                 |              |             |
| I dare you                                                    | 2006                  | -                     |                 |              |             |
| Heroes                                                        | 2006                  | -                     |                 |              |             |
| Devour                                                        | 2008                  | -                     |                 |              |             |
| Second chance                                                 | 2008                  | 01-08-2009            | 31              | 4            |             |
| Sound of madness                                              | 2009                  | -                     |                 |              |             |
| If you only knew                                              | 2009                  | -                     |                 |              |             |
| The crow & the butterfly                                      | 2010                  | -                     |                 |              |             |
| Diamond eyes (Boom-lay boom-lay boom)                         | 2010                  | -                     |                 |              |             |
| Bully                                                         | 2012                  | -                     |                 |              |             |
| Cut The Cord                                                  | 2015                  | -                     |                 |              |             |
| DEVIL                                                         | 2018                  | -                     |                 |              |             |
| HUMAN RADIO                                                   | 2018                  | -                     |                 |              |             |

### Dvd's
- 23 augustus 2005: Live from the Inside
- 3 mei 2011: Somewhere in the stratosphere

### Clips
Shinedown heeft tot nu toe 15 clips: Lady So Devine, 45, Save Me, Devour, Second Chance, Sound of Madness, Breaking Inside, If You Only Knew, What a Shame, Her Name Is Alice, Bully, Unity, Cut the cord, State of my head en Simple Man. Op 15 juni 2013 is op YouTube ook een clip van "I'll Follow You" verschenen.